# Richard Semon

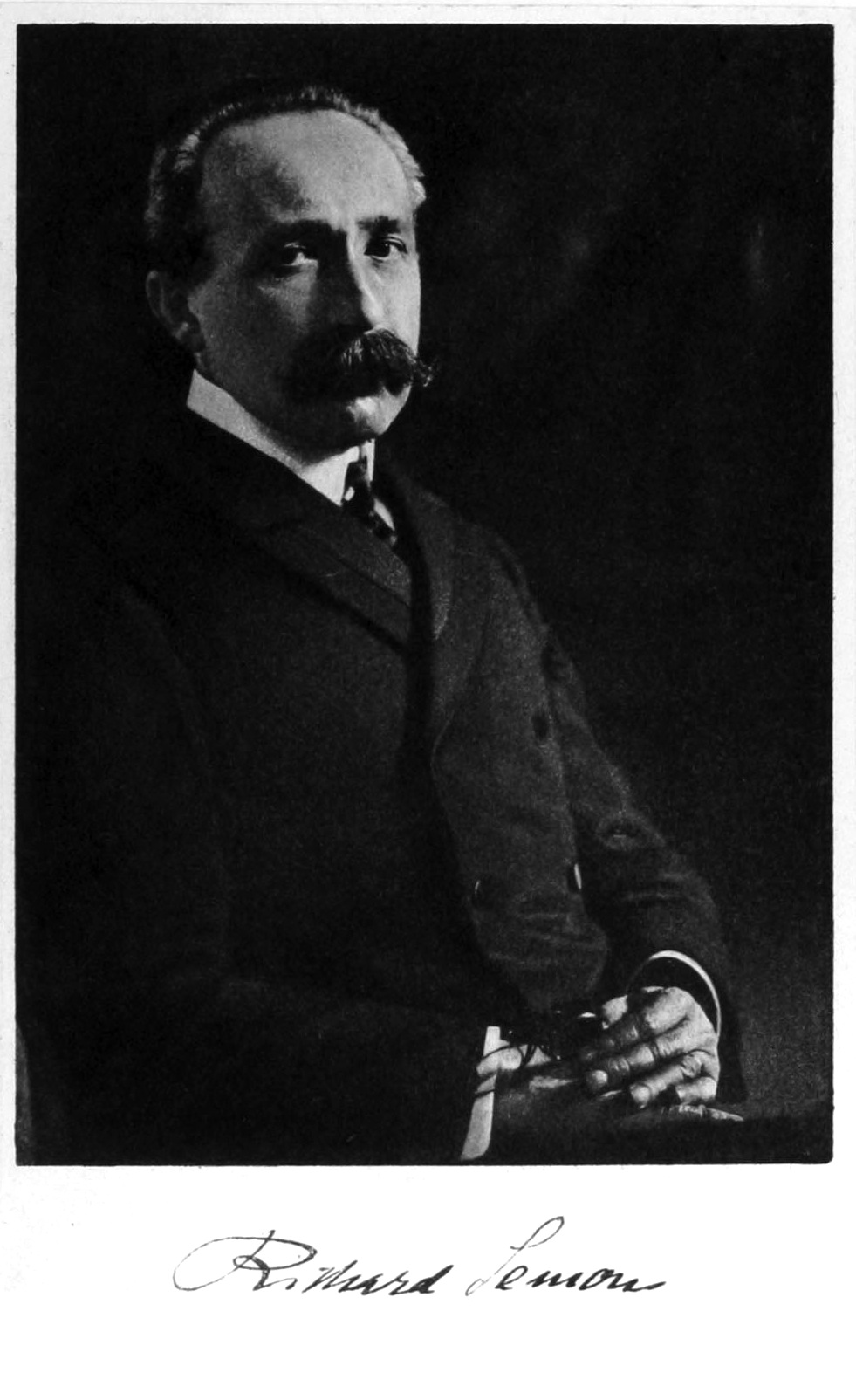
Richard Semon

Richard Wolfgang Semon (* 22. August 1859 in Berlin; † 12. Dezember 1918 in München) war ein deutscher Zoologe und Evolutionsbiologe.

## Leben
Richard Semon studierte in Jena bei Ernst Haeckel Zoologie und in Heidelberg Medizin. Er promovierte 1883 in Jena zum Dr. phil. und 1886 zum Dr. med. Er habilitierte sich 1887 am Anatomischen Institut in Jena und wurde 1891 zum außerordentlichen Professor. 1895 wurde er zum Mitglied der Leopoldina gewählt. 1897 schied er auf eigenen Wunsch aus der Universität Jena aus und zog nach München.
Semon vertrat die Ansicht, dass erworbene Eigenschaften vererbt werden können, und wandte dies auf die soziale Evolution an. Semon war Gründungsmitglied des Deutschen Monistenbundes.
Semon schlug die Begriffe „Mneme“ und „Engramm“ vor, die spätere Forschungen von Karl Lashley (Engramm) und Richard Dawkins (Mem) sowie die physiotherapeutischen Konzepte von Paul Vogler beeinflussten.
Am 12. Dezember 1918, nach dem Ende des Ersten Weltkrieges und der Monarchie, erschoss sich Semon eingehüllt in die Fahne des deutschen Kaiserreiches.

## Werke
- Im australischen Busch und an den Küsten des Korallenmeeres. 1896; 2., verb. Aufl. 1903.
- Die Mneme als erhaltendes Prinzip im Wechsel des organischen Geschehens. Leipzig, Engelmann 1904 (5. Aufl. 1920; engl.: The Mneme. London: George Allen & Unwin, 1921).
- Der Engrammschatz des Gedächtnisses [1904], in: Uwe Fleckner (Hrsg.): Schatzkammern der Mnemosyne. Dresden (Verlag der Kunst) 1995, S. 206–212.
- Die mnemischen Empfindungen in ihren Beziehungen zu den Originalempfindungen. Leipzig: W. Engelmann, 1909; 2. Aufl. 1922.
- Das Problem der Vererbung erworbener Eigenschaften. Leipzig: W. Engelmann 1912.
- Bewusstseinsvorgang und Gehirnprozess: eine Studie über die energetischen Korrelate der Eigenschaften der Empfindungen. Nach dem Tode des Verfassers herausgegeben von Otto Lubarsch. Wiesbaden: Verlag von J. F. Bergmann 1920.